# Ctenogobiops
Ctenogobiops – rodzaj ryb z rodziny babkowatych.

## Klasyfikacja
Gatunki zaliczane do tego rodzaju:
- Ctenogobiops aurocingulus
- Ctenogobiops crocineus
- Ctenogobiops feroculus
- Ctenogobiops formosa
- Ctenogobiops maculosus
- Ctenogobiops mitodes
- Ctenogobiops phaeostictus
- Ctenogobiops pomastictus
- Ctenogobiops tangaroai
- Ctenogobiops tongaensis